# 卡塔赫纳州
卡塔赫纳州（西班牙語：Cantón de Cartagena），又称穆尔西亚州（Cantón Murciano），是西班牙卡塔赫纳历史上的一个激进州权主义军政府，在1873年—1874年存在了6个月。1873年7月12日，卡塔赫纳发生武装起义，建立州政权，事实上脱离了西班牙第一共和国的统治，引发西班牙南部的“诸州叛乱”。卡塔赫纳州的产生受到两年前出现的巴黎公社的影响。卡塔赫纳州存在于一个动荡的革命年代，被称作“民主六年”:203。